# Östmark
Östmark är en småort i Torsby kommun i Värmland och kyrkby i Östmarks socken. Orten ligger vid Viggans mynning i Röjdan. 2015 förlorade Östmark sin status som tätort på grund av folkmängden minskat till under 200 personer.

## Historia
Ett äldre namn på Östmark är Owerstemark det vill säga den översta utmarken. Owerstemark blev 1540 Östmark, det vill säga en by med läge öster om älven.

### Befolkningsutveckling
| Befolkningsutvecklingen i Östmark 1960–2015 | Befolkningsutvecklingen i Östmark 1960–2015 | Befolkningsutvecklingen i Östmark 1960–2015 | Befolkningsutvecklingen i Östmark 1960–2015 | Befolkningsutvecklingen i Östmark 1960–2015 |
| ------------------------------------------- | ------------------------------------------- | ------------------------------------------- | ------------------------------------------- | ------------------------------------------- |
|                                             |                                             |                                             |                                             |                                             |
| År                                          |                                             |                                             | Folkmängd                                   | Areal (ha)                                  |
| 1960                                        | 1960                                        |                                             | 220                                         |                                             |
| 1965                                        | 1965                                        |                                             | 220                                         |                                             |
| 1970                                        | 1970                                        |                                             | 226                                         |                                             |
| 1975                                        | 1975                                        |                                             | 230                                         |                                             |
| 1980                                        | 1980                                        |                                             | 231                                         |                                             |
| 1990                                        | 1990                                        |                                             | 229                                         | 105                                         |
| 1995                                        | 1995                                        |                                             | 233                                         | 106                                         |
| 2000                                        | 2000                                        |                                             | 245                                         | 106                                         |
| 2005                                        | 2005                                        |                                             | 205                                         | 107                                         |
| 2010                                        | 2010                                        |                                             | 216                                         | 105                                         |
| 2015                                        | 2015                                        |                                             | 183                                         | 94#                                         |
| Anm.: Ej tätort 2015. # Som småort.         |                                             |                                             |                                             |                                             |

## Östmark i brädspel
Östmark finns med i den nya svenska versionen av Monopol, Monopol national.